# Premier League Malti 1994-1995
L'edizione 1994-1995 della Premier League maltese è stata l'ottantesima edizione della massima serie del campionato maltese di calcio. Il titolo è stato vinto dal'Hibernians.
Per la prima volta alla vittoria vengono assegnati 3 punti anziché 2.

## Classifica
|    | Classifica       | G  | V  | N | P  | GF | GS | Dif | Pt |
| -- | ---------------- | -- | -- | - | -- | -- | -- | --- | -- |
| 1  | Hibernians       | 18 | 13 | 4 | 1  | 42 | 11 | +31 | 43 |
| 2  | Sliema Wanderers | 18 | 12 | 3 | 3  | 55 | 22 | +33 | 39 |
| 3  | Valletta         | 18 | 11 | 4 | 3  | 45 | 12 | +33 | 37 |
| 4  | Floriana         | 18 | 10 | 5 | 3  | 33 | 13 | +20 | 35 |
| 5  | Ħamrun Spartans  | 18 | 10 | 2 | 6  | 34 | 23 | +1  | 32 |
| 6  | Birkirkara Luxol | 18 | 5  | 6 | 7  | 17 | 24 | -7  | 21 |
| 7  | Żurrieq          | 18 | 6  | 2 | 10 | 18 | 36 | -18 | 20 |
| 8  | Naxxar Lions     | 18 | 4  | 3 | 11 | 15 | 37 | -22 | 15 |
| 9  | Pietà Hotspurs   | 18 | 2  | 3 | 13 | 11 | 40 | -29 | 9  |
| 10 | St. George's     | 18 | 0  | 2 | 16 | 4  | 56 | -52 | 2  |

## Verdetti finali
- Hibernians Campione di Malta 1994-1995
- Pietà Hotspurs e St. George's retrocesse.